# North Howden
North Howden – osada w Anglii, w hrabstwie East Riding of Yorkshire. Leży 35 km na zachód od miasta Hull i 256 km na północ od Londynu.